# مستقبلات حلقية سيستئين

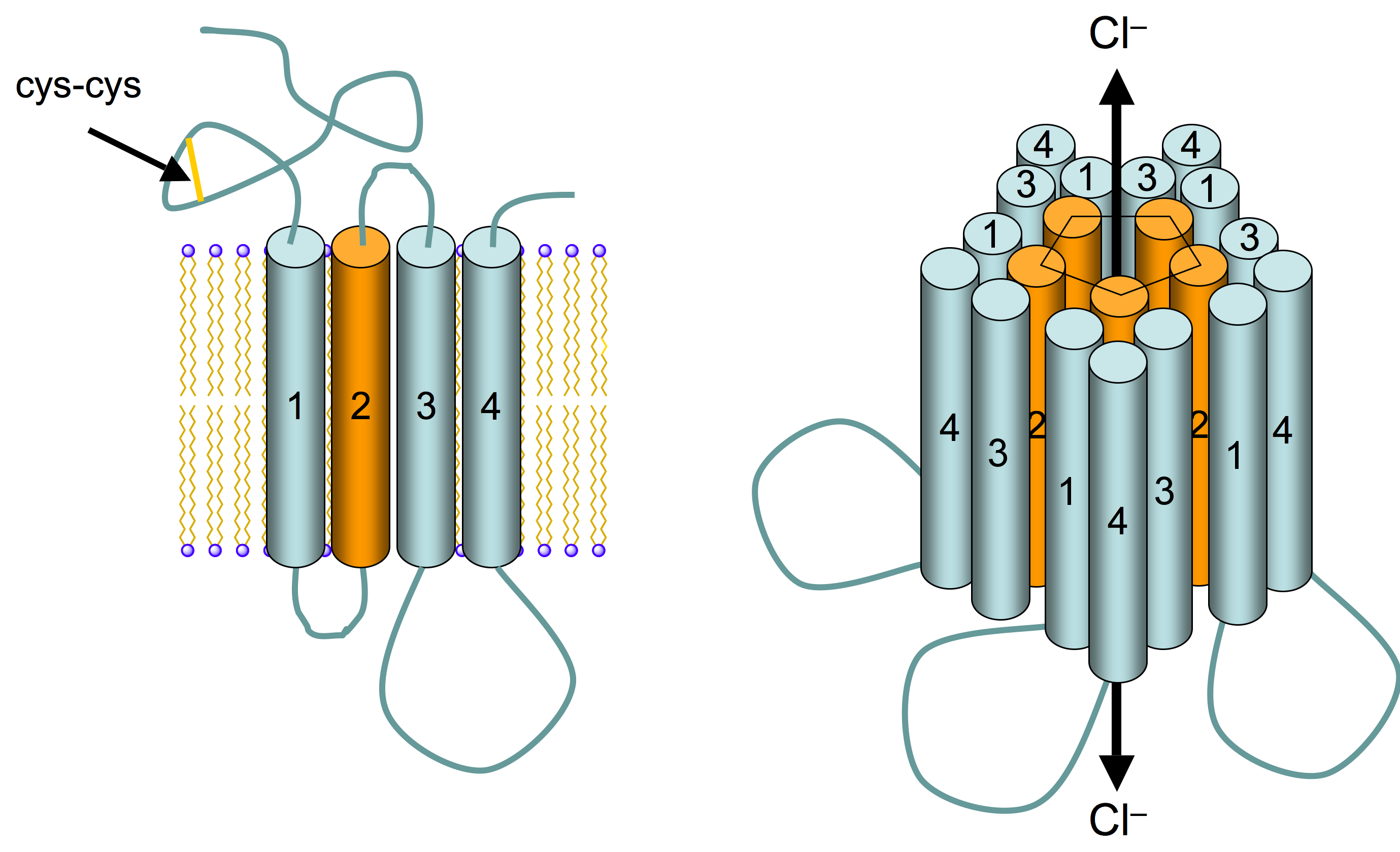

تتكون طائفة القناة الأيونية ذات مخرج اللجائن حلقية السيستئين من الأستيل كولين النيكوتيني ومستقبلة حمض الغاما أمينوبوتيريك ومستقبلات حمض الغاما أمينوبوتيريك من النوع rho والغيليسين ولمستقبلات من النوع 5-HT3 التي تتكون من خمس وحيدات بروتين على شكل ترتيب خماسي حول المسام الرئيسة. ويوجد عادة وحيدتا ألفا و3 وحيدات بيتا أو وحيدات غاما أو دلتا (بعضها يتكون من 5 وحيدات ألفا). وتحتوي مستقبلات لولب السيستئين على لولب مميز تشكل برابط ثنائي السلفيد بين اثنين من السيستئين (Cys) ليخلف 13 حمضًا أمينيًا محفوظًا بعناية شديدة على حدة قرب النهاية الأمينية للسلسلة العديدة الببتيد للمنطقة الخارجية لوحيدة ألفا.
وتتكون جميع الوحيدات من منطقة نهاية أمينية خارجية كبيرة وثلاث مناطق عبر غشائية محفوظة بعناية شديدة ولولب هيلوي بأحجام مختلفة ومتوالية أحماض أمينية ومنطقة رابعة عبر غشائية بها نهايَةُ كَرْبُوكِسيليَّةُ قصيرة نسبيًا ومتغيرة وخارجية. جميع وحيدات ألفا لديها زوج مميز من السيستيئين في منطقة النهاية الأمينية الخارجية، وظهرت ضرورة هذا لإتمام عملية ربط العضلات.
ويربط الناقل العصبي الوجيهة الموجودة بين الوحيدات في المنطقة الخارجية.
وتحتوي كل وحيدة على 4 حلزّات ألفا ذات أغشية دوّارة (M1، M2، M3، M4). وتتشكل المسام أساسًا بواسطة M2 الذي يربط بين وحيدتي ألفا.
ورابطا M3-M4 هما المنطقة الموجودة داخل الخلايا التي تحزم هيكل الخلية.

## وصلات خارجية
- Overview at gwumc.edu